# 1987 في سويسرا
فيما يلي قوائم الأحداث التي وقعت خلال عام 1987 في سويسرا.

## سياسة

### تعيين في المنصب
- 1 يناير – جيان زيغلر عضو المجلس الوطني السويسري.

### انتهاء فترة المنصب
- 31 ديسمبر – بيير أوبيرت عضو المجلس الفيدرالي السويسري.

## مواليد

### يناير
- 4 يناير – كاي فوسر لاعب كرة قدم سويسري.
- 5 يناير – ميجين باشا لاعب كرة قدم ألباني.
- 6 يناير – كلاوديو لوستنبيرغر لاعب كرة قدم سويسري.

### فبراير
- 20 فبراير – ويليام فيفري لاعب كرة قدم سويسري.
- 23 فبراير – كريستوف لامبرت لاعب كرة قدم فرنسي.

### مارس
- 9 مارس – بيرمين شفيغلر لاعب كرة قدم سويسري.

### أبريل
- 26 أبريل – ماتيو ديبوناير لاعب كرة قدم سويسري.

### مايو
- 4 مايو – ساندرو غالي لاعب كرة قدم.

### يونيو
- 5 يونيو – مارتينو بورغيسي لاعب كرة قدم إيطالي.
- 14 يونيو – ماغالي دي لاتر لاعبة كرة مضرب برتغالية.

### يوليو
- 5 يوليو – مورات أورال لاعب كرة قدم سويسري.
- 6 يوليو – ألكسندر ساديكي لاعب كرة مضرب سويسري.
- 21 يوليو – هاينز بارمتلر لاعب كرة قدم سويسري.

### أغسطس
- 5 أغسطس – زينيا تشوميتشيفا
- 6 أغسطس – جيروم ثيسون لاعب كرة قدم سويسري.

### سبتمبر
- 3 سبتمبر – ستيفين لانج لاعب كرة قدم سويسري.
- 5 سبتمبر – إيزابيل ماير لاعبة كرة قدم.
- 18 سبتمبر – مارفين هيتز لاعب كرة قدم ألماني.
- 22 سبتمبر – زدرافكو كوزمانوفيتش لاعب كرة قدم صربي.

### أكتوبر
- 9 أكتوبر – باريش أردوتش ممثل تركي.
- 17 أكتوبر – مانويل هوبر لاعب كرة قدم سويسري.

### ديسمبر
- 12 ديسمبر – ستيفان اندريست لاعب كرة قدم سويسري.
- 16 ديسمبر – ايرثان كافاك لاعب كرة قدم تركي.

## وفيات

### مارس
- 16 مارس – رايموند باسيلو (مواليد 1905) لاعب كرة قدم سويسري.

### أغسطس
- 15 أكتوبر – أغسطس أرني (مواليد 1905) درّاج طريق سويسري.

### أكتوبر
- 15 أكتوبر – أغسطس أرني (مواليد 1905) درّاج طريق سويسري.

### نوفمبر
- 28 نوفمبر – هانس برونر (مواليد 1918)